# 鹽山站 (日本)
鹽山站（日语：／ Enzan eki */?）是東日本旅客鐵道（JR東日本）中央本線的鐵路車站，位於日本山梨縣甲州市鹽山上於曾。

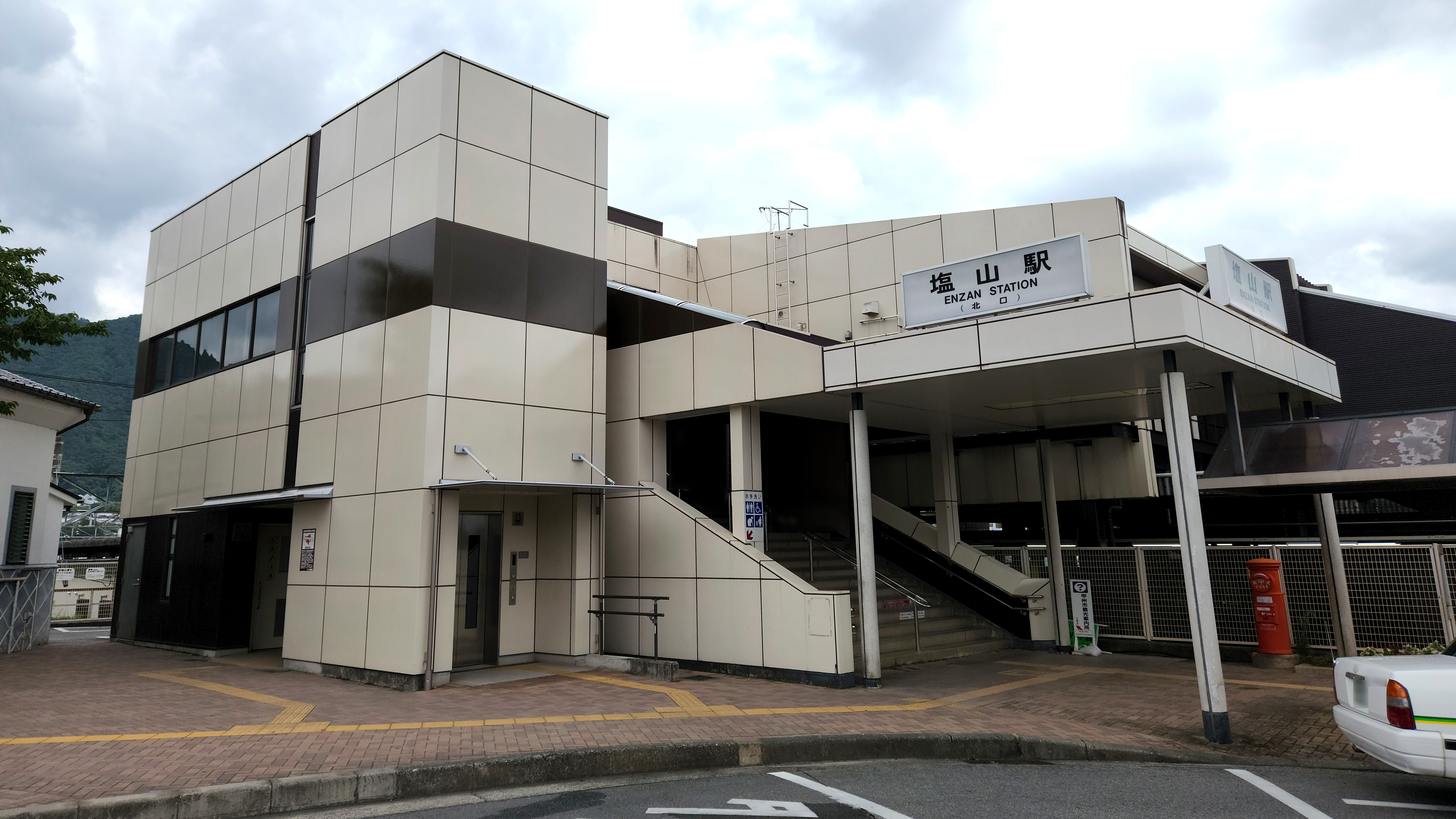
北口（2022年8月）

## 歷史
- 1903年（明治36年）6月11日：開業，為鐵道省的一個車站。
- 1949年（昭和24年）6月1日：成為日本國有鐵道的一個車站。
- 1984年（昭和59年）2月1日：貨運業務停止辦理。
- 1986年（昭和61年）9月3日：新站舍啟用。
- 1987年（昭和62年）4月1日：國鐵分割民營化，成為東日本旅客鐵道的一個車站。
- 2004年（平成16年）10月16日：本站被编入東京近郊區間，可以使用Suica。

## 車站結構

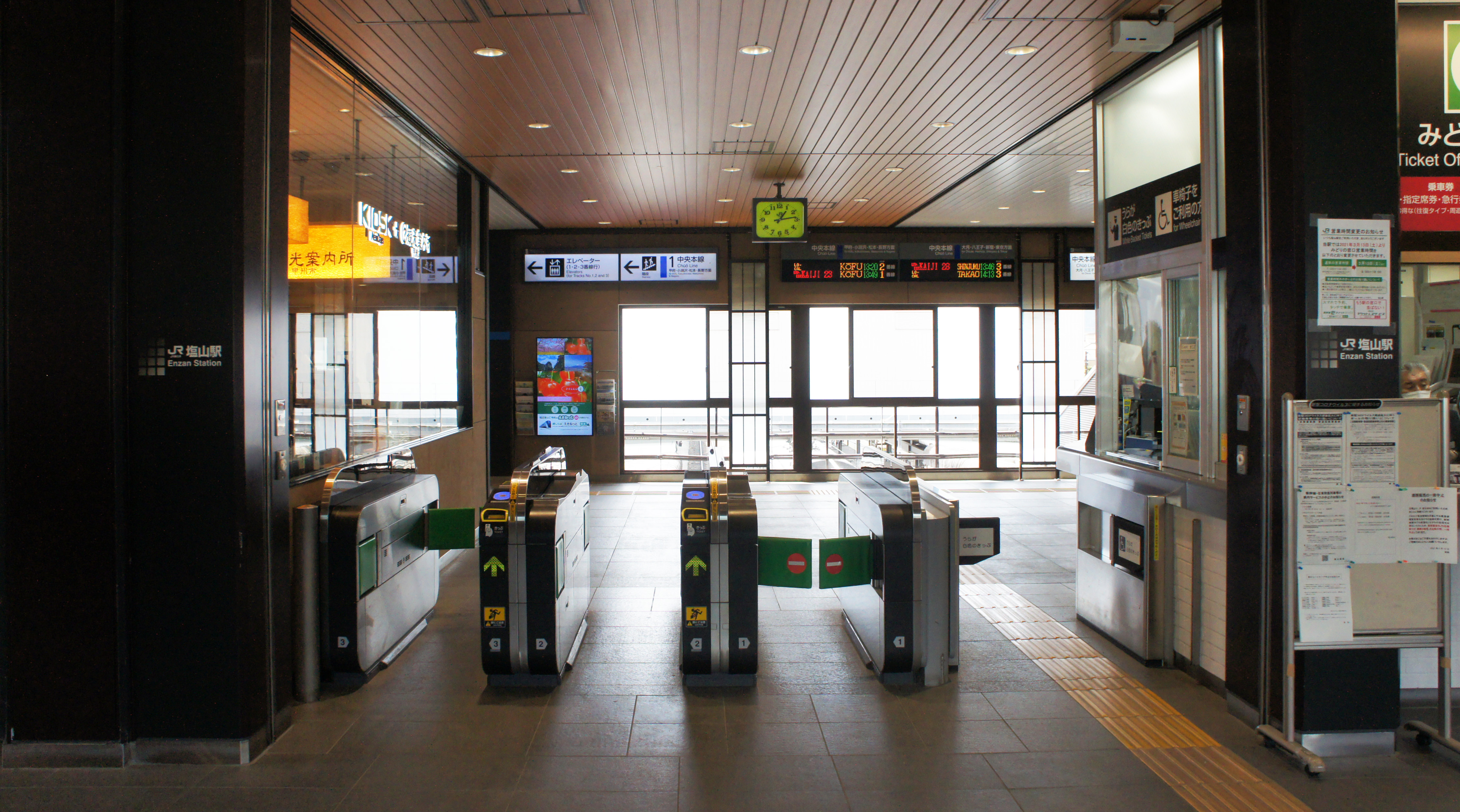
驗票口（2021年5月）

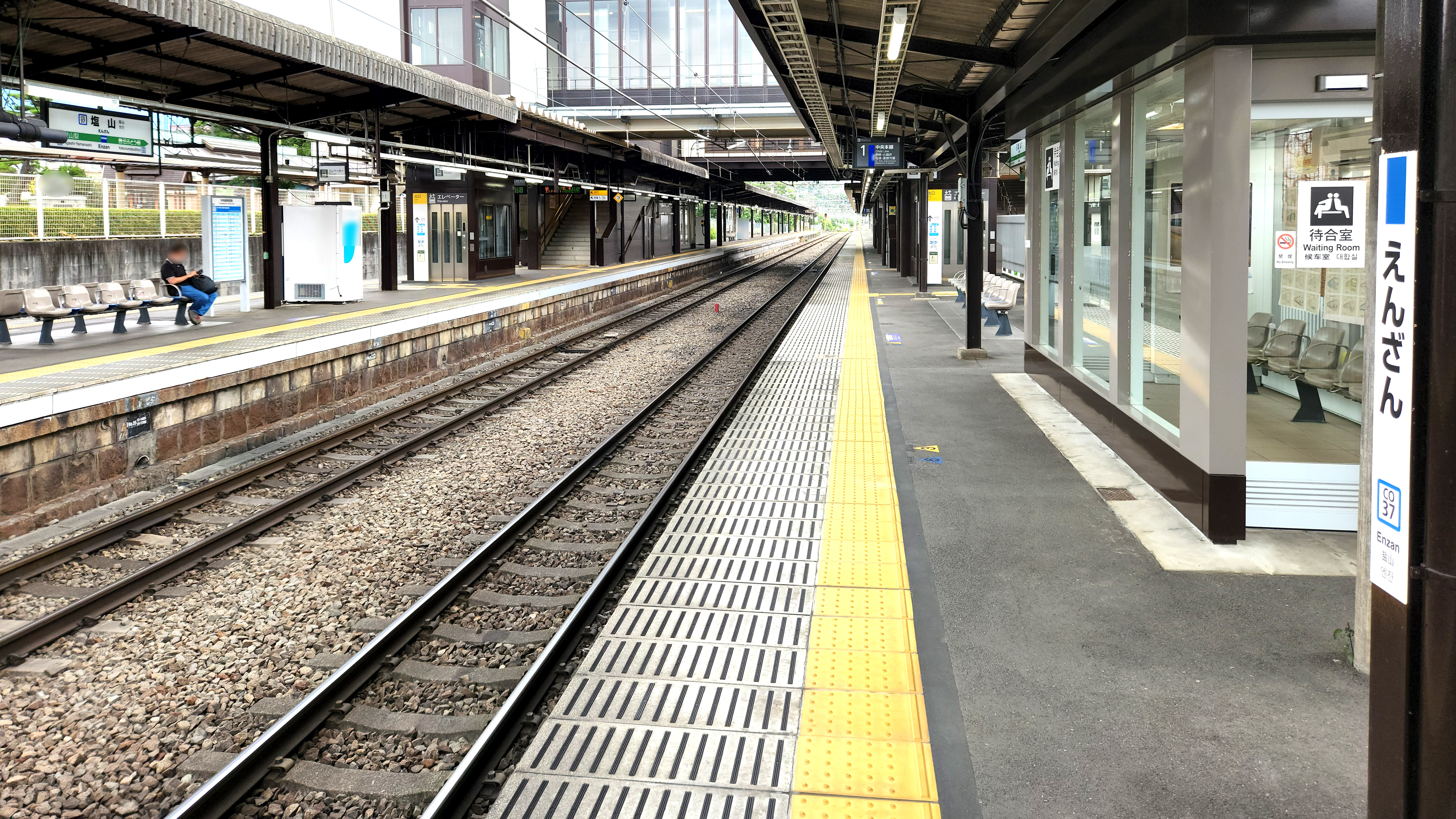
1號月台(2022年8月）

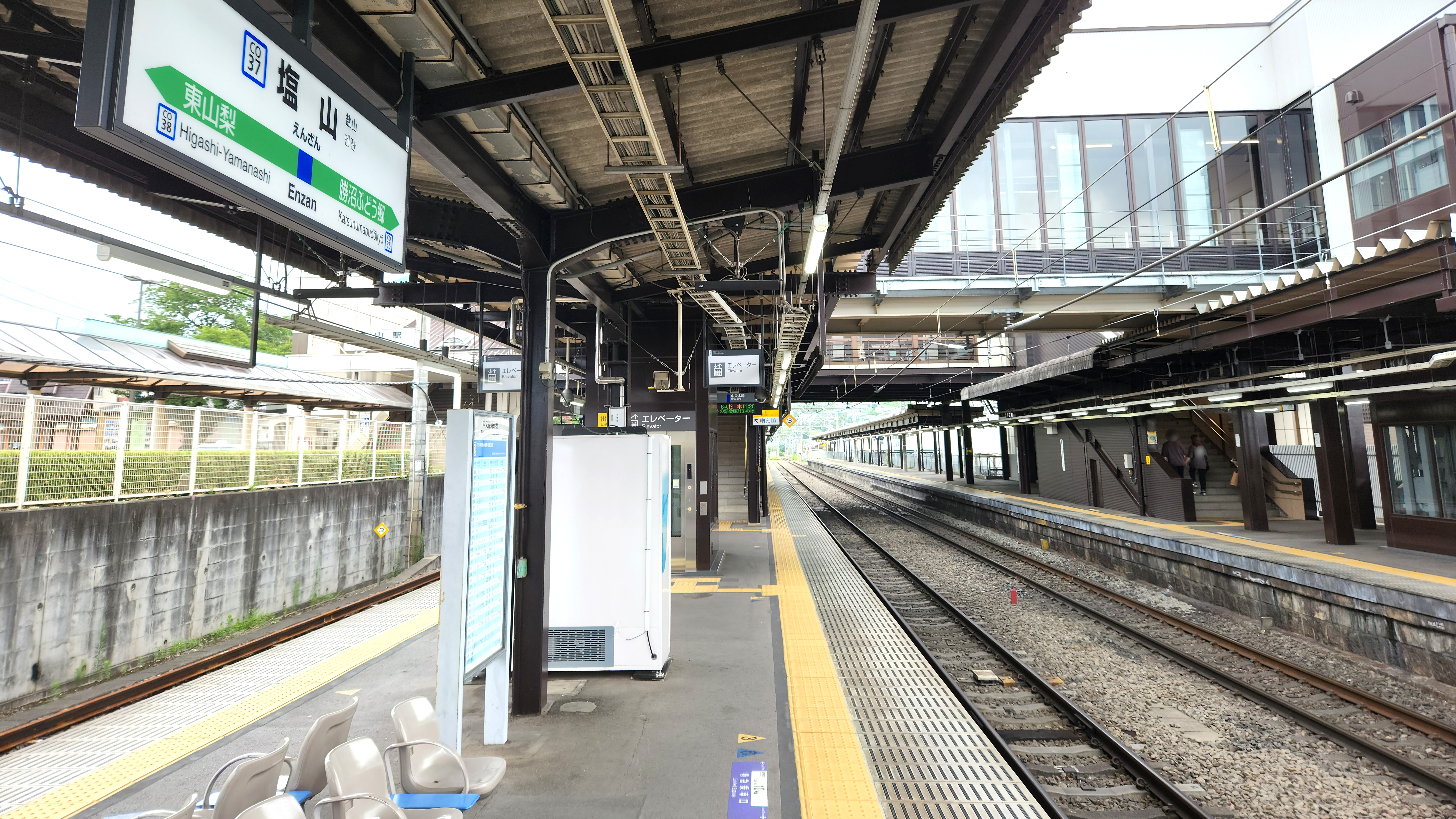
2號與3號月台（2022年8月）

本站為側式月台1面1線和島式月台1面2線的地面車站。

### 月台配置
| 月台 | 路線     | 方向 | 目的地                       | 備註                |
| ---- | -------- | ---- | ---------------------------- | ------------------- |
| 1    | 中央本線 | 下行 | 甲府、小淵澤、松本、長野方向 | 部分列車停靠2號月台 |
| 2、3 | 中央本線 | 上行 | 大月、八王子、新宿、東京方向 |                     |

（來源：JR東日本:車站構內圖（页面存档备份，存于））

## 使用情況
根據JR東日本，2019年度（令和元年度）1日平均上車人次為2,024人。
近年的推移如下表。
| 上車人次推移       | 上車人次推移     | 上車人次推移    |
| 年度               | 1日平均 上車人次 | 來源            |
| ------------------ | ---------------- | --------------- |
| 2000年（平成12年） | 2,262            | [ 利用客数 2 ]  |
| 2001年（平成13年） | 2,269            | [ 利用客数 3 ]  |
| 2002年（平成14年） | 2,272            | [ 利用客数 4 ]  |
| 2003年（平成15年） | 2,185            | [ 利用客数 5 ]  |
| 2004年（平成16年） | 2,162            | [ 利用客数 6 ]  |
| 2005年（平成17年） | 2,114            | [ 利用客数 7 ]  |
| 2006年（平成18年） | 2,085            | [ 利用客数 8 ]  |
| 2007年（平成19年） | 2,071            | [ 利用客数 9 ]  |
| 2008年（平成20年） | 2,034            | [ 利用客数 10 ] |
| 2009年（平成21年） | 2,021            | [ 利用客数 11 ] |
| 2010年（平成22年） | 2,055            | [ 利用客数 12 ] |
| 2011年（平成23年） | 2,141            | [ 利用客数 13 ] |
| 2012年（平成24年） | 2,184            | [ 利用客数 14 ] |
| 2013年（平成25年） | 2,234            | [ 利用客数 15 ] |
| 2014年（平成26年） | 2,160            | [ 利用客数 16 ] |
| 2015年（平成27年） | 2,131            | [ 利用客数 17 ] |
| 2016年（平成28年） | 2,081            | [ 利用客数 18 ] |
| 2017年（平成29年） | 2,086            | [ 利用客数 19 ] |
| 2018年（平成30年） | 2,097            | [ 利用客数 20 ] |
| 2019年（令和元年） | 2,024            | [ 利用客数 1 ]  |

## 车站周边
- 甲州市役所（旧・鹽山市役所）
- 甲州市鹽山東公民館
- 甘草屋敷
  - 甲州市立鹽山圖書館分館
- 於曾公園
- 鹽山公共職業安定所
- 鹽山站前郵政局
- 国道411号（青梅街道）
- 鹽山電影院

## 相鄰車站
東日本旅客鐵道（JR東日本）
 中央本線
勝沼葡萄鄉（CO 36）－鹽山（CO 37）－東山梨（CO 38）

### 使用情況
1. 1 2  . 東日本旅客鉄道.   [2020-07-10]. （原始内容存档于2020-07-10）.
2. ↑  . 東日本旅客鉄道.   [2019-04-20]. （原始内容存档于2019-03-28）.
3. ↑  . 東日本旅客鉄道.   [2019-04-20]. （原始内容存档于2019-03-28）.
4. ↑  . 東日本旅客鉄道.   [2019-04-20]. （原始内容存档于2019-03-28）.
5. ↑  . 東日本旅客鉄道.   [2019-04-20]. （原始内容存档于2019-03-28）.
6. ↑  . 東日本旅客鉄道.   [2019-04-20]. （原始内容存档于2019-03-28）.
7. ↑  . 東日本旅客鉄道.   [2019-04-20]. （原始内容存档于2019-03-28）.
8. ↑  . 東日本旅客鉄道.   [2019-04-20]. （原始内容存档于2019-03-28）.
9. ↑  . 東日本旅客鉄道.   [2019-04-20]. （原始内容存档于2019-04-02）.
10. ↑  . 東日本旅客鉄道.   [2019-04-20]. （原始内容存档于2019-03-27）.
11. ↑  . 東日本旅客鉄道.   [2019-04-20]. （原始内容存档于2019-03-27）.
12. ↑  . 東日本旅客鉄道.   [2019-04-20]. （原始内容存档于2019-03-28）.
13. ↑  . 東日本旅客鉄道.   [2019-04-20]. （原始内容存档于2019-03-28）.
14. ↑  . 東日本旅客鉄道.   [2019-04-20]. （原始内容存档于2019-03-22）.
15. ↑  . 東日本旅客鉄道.   [2019-04-20]. （原始内容存档于2016-03-04）.
16. ↑  . 東日本旅客鉄道.   [2019-04-20]. （原始内容存档于2019-03-22）.
17. ↑  . 東日本旅客鉄道.   [2019-04-20]. （原始内容存档于2019-03-22）.
18. ↑  . 東日本旅客鉄道.   [2019-04-20]. （原始内容存档于2019-03-22）.
19. ↑  . 東日本旅客鉄道.   [2019-04-20]. （原始内容存档于2019-03-22）.
20. ↑  . 東日本旅客鉄道.   [2019-07-10]. （原始内容存档于2019-07-05）.

## 外部連結
- 車站資訊（塩山）：東日本旅客鐵道